# Солињано Нуово (Модена)
Солињано Нуово (итал. Solignano Nuovo) је насеље у Италији у округу Модена, региону Емилија-Ромања.
Према процени из 2011. у насељу је живело 1632 становника. Насеље се налази на надморској висини од 118 м.